# Louis Pierre François Delattre
Louis Pierre François Delattre, né le 12 octobre 1766 à Woignarue (Somme) et mort guillotiné le 2 juillet 1794 à Paris, est un général de division de la Révolution française.

## États de service
Louis Delattre entre en service comme lieutenant dans les compagnies des garde-côtes en 1781, il devient élève sous-lieutenant du corps du génie en 1788, et élève ingénieur des ponts et chaussées en 1789. Après avoir servi comme officier dans la garde nationale de Paris, il rejoint la défense de Lille en 1792 comme adjoint au corps du génie, et aide de camp du général Dampierre.
Il devient lieutenant du génie le 1er mai 1793, capitaine le 1er juin, et chef de bataillon commandant la place de Collioure en août de la même année. Il est nommé chef de brigade en septembre et promu général de brigade provisoire le 3 octobre à l’armée des Pyrénées orientales. Le 3 novembre, il est élevé au grade de général de division, et nommé commandant en chef de la division de Collioure. Le 15 décembre, il est chassé du col de Banyuls, puis de Port-Vendres et Collioure le 20 décembre, par les troupes espagnoles du général Antonio Ricardos. Décrété d'arrestation à la suite de cette déroute deux jours plus tard, il est arrêté le lendemain. Destitué et convoqué devant le tribunal révolutionnaire de Paris par Cassanyes et Gaston, représentants du peuple, le 28 décembre, il est déclaré traitre à la patrie, puis emmené à Paris le 14 janvier 1794 où il est condamné à mort, puis guillotiné le 2 juillet.

## Sources
- (en) « Generals Who Served in the French Army during the Period 1789 - 1814: Eberle to Exelmans », sur napoleon-series.org (consulté le 5 février 2020).
- Étienne Charavay, Correspondance générale de Carnot, t. 4, imprimerie nationale, 1892, p. 11.
- Georges Six, Dictionnaire biographique des généraux & amiraux français de la Révolution et de l'Empire (1792-1814), Paris, librairie G. Saffroy, 1934, 2 vol., p. 599-600